# Sony Xperia E
De Sony Xperia E is een Android-smartphone van het Japanse conglomeraat Sony uit 2013. De Xperia E heeft een processor van 1 GHz, 4 GB aan opslaggeheugen en een 3,2 megapixel-camera aan de achterkant. Het toestel was beschikbaar in wit, zwart en roze.

## Scherm
Het beeldscherm heeft een schermdiagonaal van 9 cm (3,5 inch) en een resolutie van 480 x 320 pixels, waardoor de pixeldichtheid 165 ppi bedraagt. Het aanraakscherm is gemaakt van een speciaal soort mineraal dat ervoor moet zorgen dat het glas minder reflecteert. De Xperia E maakt gebruik van High Definition Reality Display-technologie en de 'BRAVIA-engine' van Sony. Door deze twee technieken wordt het scherm mooier weergegeven. Onder het scherm bevindt zich een notificatiebalk die ingekomen berichten weergeeft met een knipperlicht, vergelijkbaar met BlackBerry-telefoons.

## Software
De Sony Xperia E heeft als besturingssysteem Android 4.1. Net zoals vele andere Android-fabrikanten, gooit Sony ook een eigen grafische schil over het toestel, namelijk Timescape UI, waarin Twitter en Facebook standaard zijn ingebouwd. Ook kan men op de Xperia Er omgebouwde PlayStation-spellen op spelen en is men verbonden met het Sony Entertainment Network, waardoor gebruikers toegang krijgen tot de streamingsapp Music & Video Unlimited. Deze dienst is vergelijkbaar met Spotify of Deezer. Sony zal in de telefoon ook gebruikmaken van de audiotechnologie 3D surround sound met xLOUD. Volgens het bedrijf moet het geluid hierdoor veel sterker en helderder zijn.

## NFC
Daarnaast beschikt het toestel over NFC, dat in combinatie met 'Xperia Smart Tags' (NFC-chips) gebruikt kan worden. De NFC-chips kunnen vervolgens worden gebruikt voor laagwaardige financiële transacties, om bijvoorbeeld applicaties uit de Google Play-appwinkel te kopen.

## Sony Xperia E dual
In sommige landen is een variant van de Xperia E verkrijgbaar geweest, de Xperia E dual. Deze versie kan, in tegenstelling tot de Xperia E, twee simkaarten herbergen. Ook zit op deze variant een speciale data-applicatie om te kunnen zien en bepalen hoeveel data elke applicatie verbruikt. De Xperia E dual bestaat in twee kleuren: zwart en goud.